# مورسیلی اول
مورسیلی اول (گاهی اوقات به صورت مورشیلی نیز نوشته می‌شود) پادشاه هیتی در ۱۵۵۶ تا ۱۵۲۶ قبل از میلاد بود. او احتمالاً نوهٔ هاتوشیلی اول بود. او یک خواهر به نام هاراپشلی داشت و همسر او ملکه کالی بود. او در سال ۱۵۳۱ قبل از میلاد به بابل حمله کرد و آخرین شاه عموری بابل، سامسو دیتانا را شکست داد و به حاکمیت عموری‌ها در بابل پایان داد.